# 八田家書院

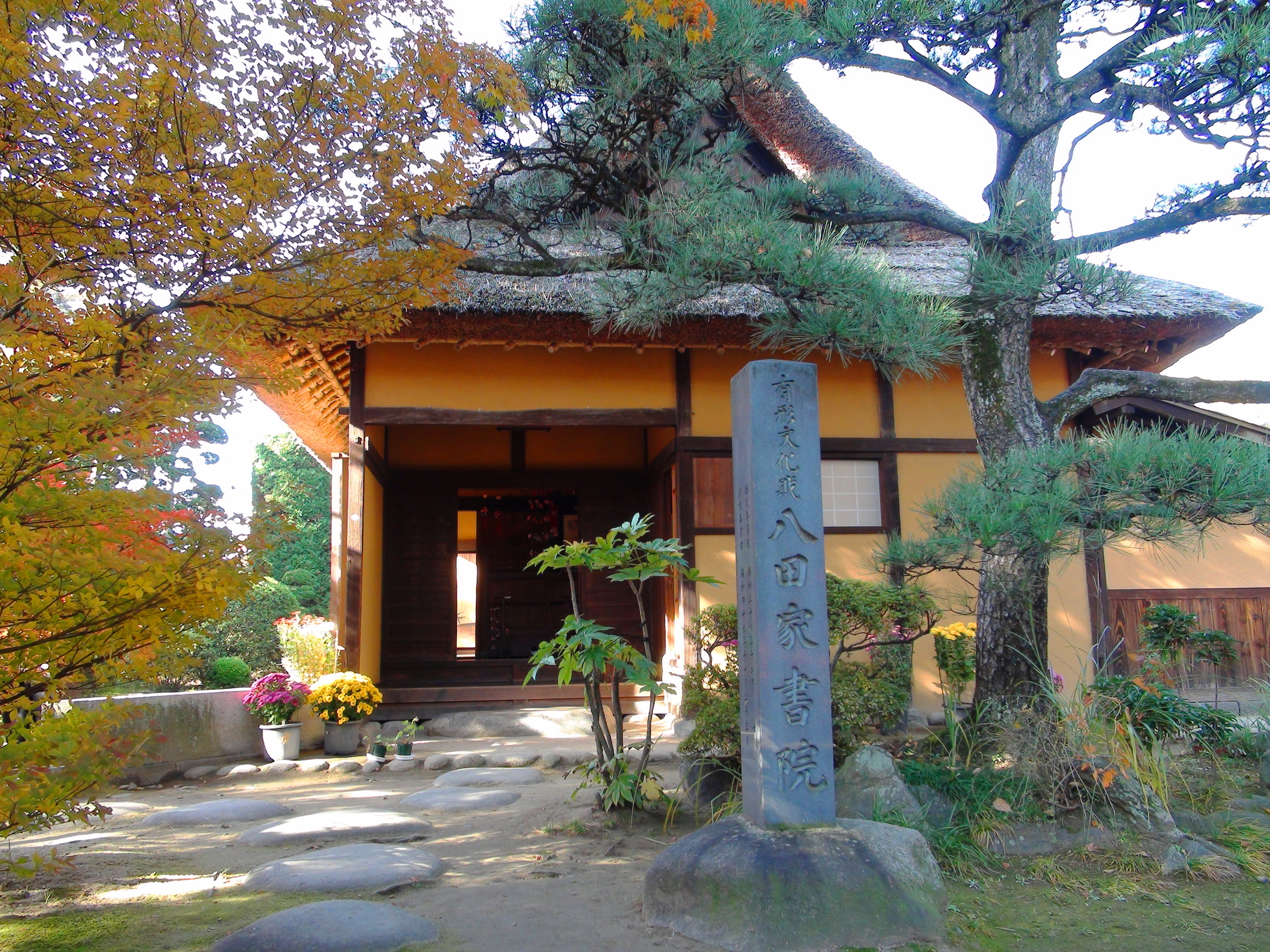
八田家書院玄関（2010年11月撮影）

八田家書院（はったけしょいん）は、山梨県笛吹市石和町八田（旧東八代郡石和町八田）にある歴史的建造物。八田家御朱印屋敷に付属する別棟書院である。八田家御朱印屋敷は山梨県の史跡に、書院の建物は山梨県の有形文化財に、それぞれ指定されている。なお、表門は石和陣屋から移築したものである。

## 概要

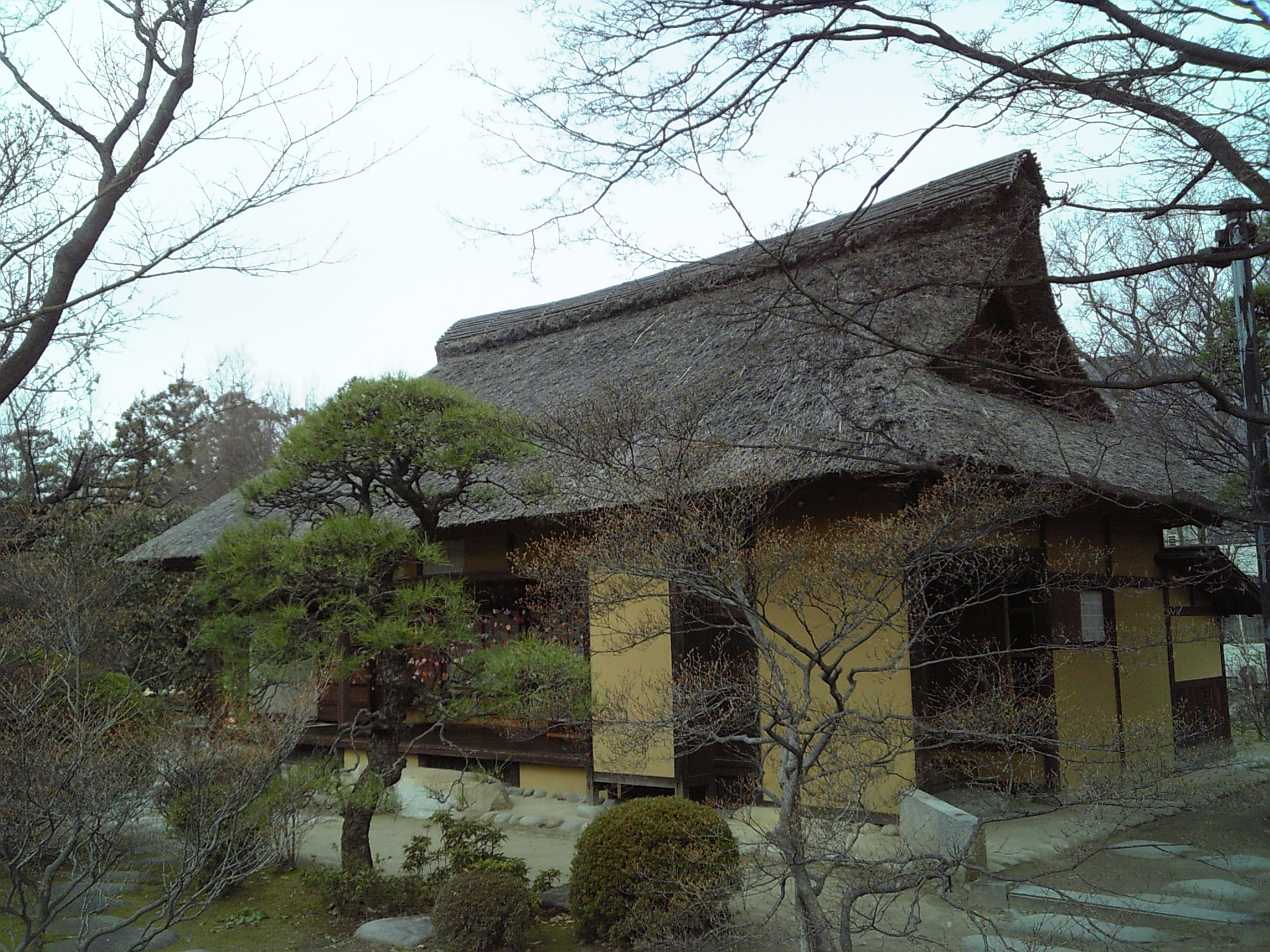
八田家書院全景（2010年3月撮影）

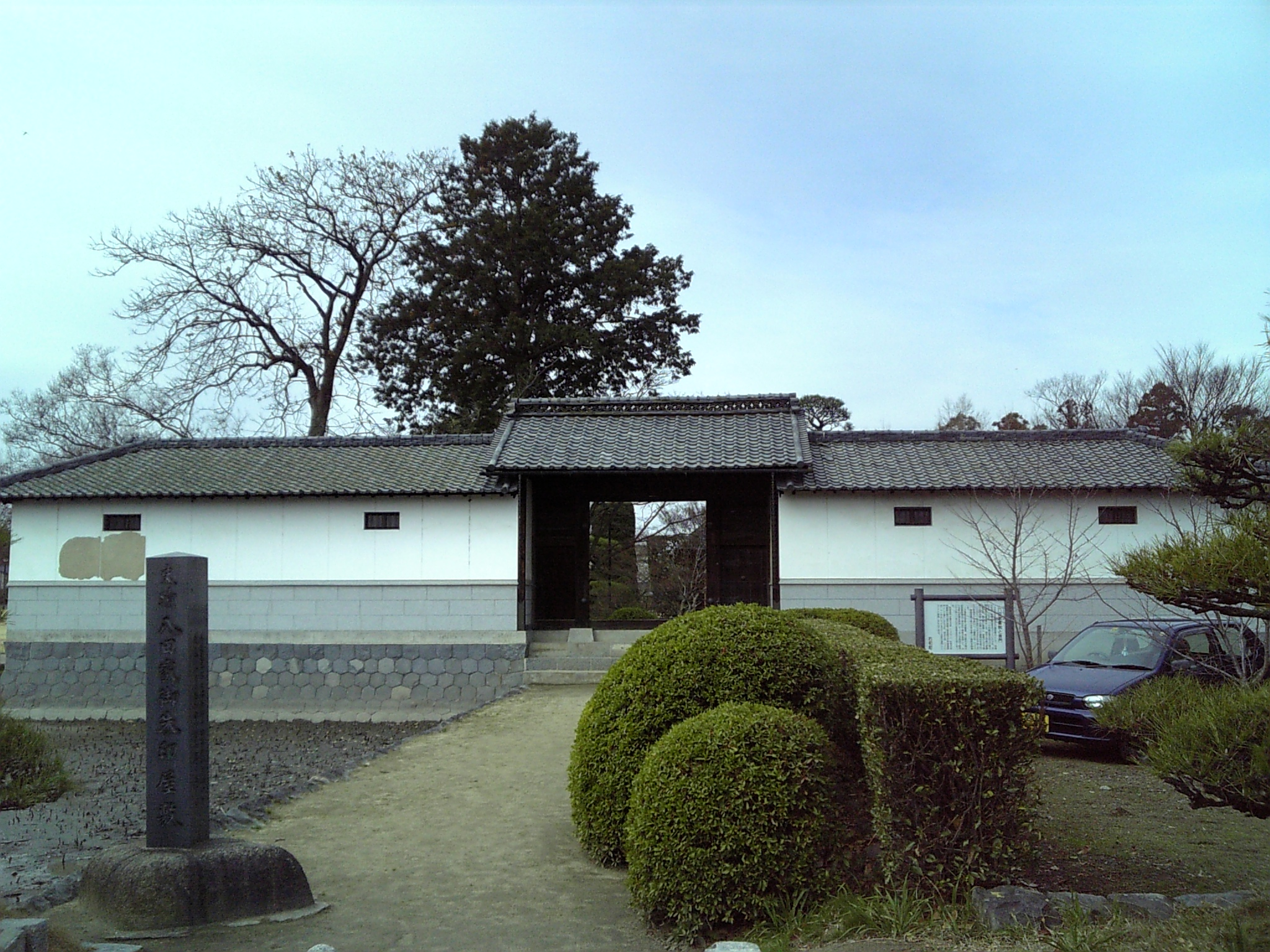
石和陣屋から移築された表門

八田家は戦国時代には甲斐守護・武田氏の家臣で、家中の財政を担う御蔵前衆（蔵奉行）を務める一方で商業活動も行う在郷商人であったという。
甲斐国八代郡八田村（山梨県笛吹市）に居住する。『甲陽軍鑑』では武田家の代官衆（御蔵前衆）として伊奈宗普（水上宗普）・諏訪春芳・八田村新左衛門尉・松木珪琳の4人の存在を記しており、このうち八田村新左衛門尉と松木珪琳が甲斐の商人として知られる。(武田信玄の家臣団参照)八田家の由来書によれば、晴信（信玄）期の末木正重の子である末木家重（淡路守）を始祖とする。家重は勝頼期には末木（笛吹市一宮町末木）の地を与えられ、末木姓を名乗ったという。家重は天正9年頃に家督を嫡男の政清に譲り隠居し、武田氏滅亡後の天正15年（1587年）3月以前に死去している。末木政清（東市佑）は天正10年（1582年）の武田滅亡後、甲斐を領した徳川氏に臣従し、慶長年間に八田姓に復した。政清は徳川家康から諸役免許状（朱印状）を受けて安堵され、有力郷士となる。ほか、家重の子（政清の弟）もしくは正重の子（家重の弟）とされる末木新左衛門尉（八田村新左衛門尉）がいる。
屋敷地は甲府盆地東部、標高273メートルの沖積低地上に位置する。笛吹川の旧河道沿いで、八田家書院の南には甲州街道が通過し、街道沿いには石和八幡宮や日蓮宗寺院の遠妙寺（ともに笛吹市石和町市部）などが所在している。江戸時代の絵図によれば八田家屋敷は規模が大きいものの、現在では多くの郭群は宅地化されており、八田市之丞屋敷地が残る。屋敷跡は東西120m・南北150mの変形方形。周囲は濠、東側一部と北側には幅7～10mの土塁と堀が築かれている。屋根は茅葺の入母屋造。
屋敷内の邸宅などは、武田氏滅亡の際に焼失したという。江戸時代後期の安政6年（1859年）には、八田家の南を流れる笛吹川において水害が発生し、その影響を受けて書院に仮設した建物が主屋となっていたが、近代には1940年（昭和15年）に再建された。書院は主屋の南側に位置し、江戸初期の建物。築造年代は同家に所蔵されている『永々日記』寛政4年（1792年）条や、八田家の菩提寺である真言宗寺院・願念寺（笛吹市石和町八田）の書付から慶長6年（1601年）であると判明する。
1961年（昭和36年）12月7日には八田家書院が山梨県指定有形文化財（建造物）に指定され、土蔵棟札と古記録4点（「永々日記」「家政歴年誌」「地相図面」「八田村古絵図」）が附（つけたり）指定となっている。1969年（昭和44年）11月20日には八田家御朱印屋敷が山梨県指定史跡となった。
書院の間取りは西に奥の間、中央に中の間、東に三の間の東西三列、および玄関から構成される。総じて簡素な意匠であると評され、上級武士を招いた記録のあることから接客や応待の場であったと考えられている。